# 綠林體育館
綠林體育館是一座位於立陶宛考那斯的室內綜合體育館。體育館是在尼曼河的島上。它是波羅的海國家中最大的體育館。綠林體育館取代考那斯體育館成為考那斯主要的室內體育館。體育館經常舉辦籃球比賽和演唱會。和體育館同名的考那斯綠林為立陶宛籃球聯賽和歐洲籃球聯賽的參賽隊伍。2011年歐洲籃球錦標賽的淘汰賽於本場館舉行。

## 外部連結
- 官方網站